# Дамофон

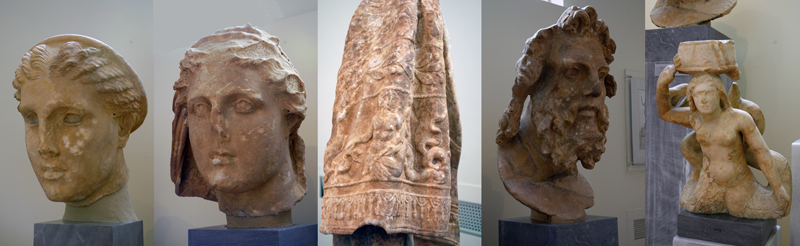
Фрагменты статуй фигурной группы Дамофона, слева направо: Артемида, Деметра, вуаль Деспины, Анит и женщина-Тритон(фрагмент трона), Национальный археологический музей Афин.

Дамофон (др.-греч. Δαμοφῶν) — древнегреческий ваятель родом из Мессены, сын Филиппа, живший во II—IV в. до н. э.
Точной информации о творческом периоде скульптора нет. Хотя ранее он был датирован IV веком до н. э., сегодня предпочтительнее более поздняя дата, II век до н. э.
Создавал из мрамора и дерева, а также хризоэлефантинным способом религиозные статуи, приближавшиеся по своему строгому, благородному изяществу к созданиям Фидия. Павзаний упоминает о многих его произведениях, находившихся в Мессене, но особенно богат был ими Мегалополь. Говорят, что Дамофон реставрировал знаменитую статую Зевса работы Фидия в Олимпии после того, как слоновая кость статуи стала хрупкой.
Самая известная работа Дамофона была скульптура Илифии в Эйоне, у которой лицо и пальцы рук и ног были сделаны из мрамора, а остальные части тела — из дерева. Другими скульптурами, которые он создал, были статуи Гигиеи и Асклепия, на основаниях которых было написано его имя, мраморная статуя Богини-матери в Мессинии — статуя Артемиды Лафрии, колоссальная голова титана Анита и несколько других статуй в храме Асклепия.
- Эта статья (раздел) содержит текст, взятый (переведённый) из одиннадцатого издания «Британской энциклопедии», перешедшего в общественное достояние.